# William Sharp Macleay
William Sharp Macleay (21 de julio de 1792 - 26 de enero de 1865) fue un entomólogo inglés.

## Biografía
Nació en Londres y fue el hijo mayor de Alexander Macleay. Asistió a la Westminster School y al Trinity College. Se graduó en el año 1814. Al igual que su padre, se interesó la historia natural y se hizo amigo de Georges Cuvier y otros célebres hombres relacionados.
Después de graduarse, trabajó para la embajada británica en París, siguiendo con su interés en la historia natural al mismo tiempo, publicando ensayos sobre insectos.
Se mudó a La Habana, Cuba, donde a su vez fue comisionario de arbitraje, juez de la comisaría y más tarde juez. Al retirarse de este trabajo, emigró a Australia, donde continuó recolectando insectos y estudió la historia natural marina.